# Ivan Barbovitch
Ivan Gavrilovitch Barbovitch (en russe : Ива́н Гаври́лович Барбо́вич), né le 27 janvier 1874 dans l’empire russe et décédé le 21 mars 1947 à Munich, était un général de cavalerie russe, participant à la Première Guerre mondiale et à la guerre civile russe (dans les armées blanches du sud de la Russie.

## Formation
Diplômé de l’école militaire de junker de cavalerie d’Elisavetgrad (1896). Il poursuit ses études à l’école d’officiers tirailleurs d’Oranienbaum et à l’école d’officiers de cavalerie de Saint-Pétersbourg.

## Officier des hussards
À partir de 1896 Barbovitch sert dans le 30e régiment des dragons d’Ingrie (qui devient en 1907 le 10e régiment de hussards d’Ingrie). Il participe à la guerre russo-japonaise. Pendant la Première Guerre mondiale il commande le 2e escadron de son régiment.
Pour son action lors de la victoire de la 10e division de cavalerie dans les combats de Iaroslavits, le 8 août 1914, il reçoit une épée de Saint-Georges. En 1915 il reçoit l’ordre de Saint-Georges de IVe classe pour une attaque contre des troupes autrichiennes.
En 1916 il devient colonel. Le 4 mai 1917 il commande le 10e régiment de hussards d’Ingrie.

## Guerre civile
En février 1918 il est démobilisé et réside à Kharkov, refusant de servir dans l’armée ukrainienne. Il forma un détachement de cavalerie avec d’anciens camarades de régiment (66 hussards et 9 officiers) avec lequel il partit le 26 octobre 1918 de Tchougouïev pour rejoindre l’armée des volontaires du général Dénikine, en route son détachement grossit et mena des combats contre ses poursuivants (principalement des détachements des troupes de Makhno).

### Dans l’armée des volontaires
La jonction avec les troupes de Dénikine s’opéra dans le gouvernement de Tauride. Le 19 janvier 1919 il est inclus dans les rangs de l’armée des volontaires et fait partie de la réserve jusqu’en mars 1919. Le 1er mars 1919 il devient commandant du 2e régiment de cavalerie (du général Drozdovski) dans l’armée de Crimée et d’Azov. Lors de combats à Perekop le 23 mars 1919 il est blessé par baïonnette à la tête mais reste à son poste. En avril-mai 1919 il commande la brigade de cavalerie du 3e corps d’armée du général Slachtchev. De mai à octobre 1919 il commande la 1re brigade de cavalerie de la 2e division de cavalerie du 5e corps de cavalerie du général Iouzefovitch. D’octobre au 18 décembre 1919 il commande la 2e division de cavalerie. Le 10 décembre 1919 il est promu général-major.
Le 18 décembre 1919, lors de la retraite de l’armée blanche, il prend le commandement du 5e corps de cavalerie, transformé en raison de pertes en brigade de cavalerie puis élargi de nouveau en division (qu’il commanda jusqu’en mars 1920). À la tête de la division il combattit la première armée de cavalerie rouge vers Bataïsk, Olguinskaïa et Egorlytskaïa. En mars 1920 il couvrit la retraite des Forces Armées du Sud de la Russie vers Novorossiisk.

### Dans l’armée russe du général Wrangel
En avril 1920 il commande la 1re division générale de cavalerie de l’armée russe du général Wrangel et participe aux combats en Tauride. Le 19 juillet 1920 il est promu lieutenant général. En septembre-novembre 1920 il commande le corps de cavalerie. Il est décoré de l’ordre de Saint-Nicolas le Thaumaturge de IIe classe (ordre institué par le baron Wrangel). D'après le témoignage de son porte-drapeau, Liev Yakovlévitch Kotoff, il menait des charges intrépides. 
Le 11 novembre 1920 le corps de cavalerie du général Barbovitch subit de lourdes pertes au cours de combats avec les anarchistes ukrainiens commandés par Semen Karetnikov. La défaite du corps de cavalerie sonna le glas des efforts de défense de la Crimée.

## L’exil
En novembre 1920 Barbovitch est évacué avec ses hommes de Yalta à Gallipoli. À partir de septembre 1921 il vit à Belgrade, où il servait au sein du ministère de la guerre du royaume des Serbes, Croates et Slovènes. Il fit partie de l’union générale des combattants russes.
En septembre 1944 il part en Allemagne, où après la Seconde Guerre mondiale, il vit dans un camp de réfugiés proche de Munich.